# Polygonum engelmannii
Polygonum engelmannii är en slideväxtart som beskrevs av Edward Lee Greene. Polygonum engelmannii ingår i släktet trampörter, och familjen slideväxter. Inga underarter finns listade i Catalogue of Life.